# Зума, Сибусисо
Сибусисо Вайсмэн Зума (англ. Sibusiso Wiseman Zuma; 23 июня 1975, Дурбан, Натал, ЮАР) — южноафриканский футболист, полузащитник.

## Карьера
Зума начал свою карьеру в южноафриканских клубах «Майти Па», «Африкан Уондерерс» и «Орландо Пайретс». В июне 2000 года — перешёл в датский клуб «Копенгаген», где расцвёл в качестве игрока. В 2001 году Зума занял 29-е место в споре за звание игрока года ФИФА. Он помог клубу выиграть второй датский футбольный чемпионат и был избран в зал славы клуба за его успехи в сезоне 2004/05. После 5 с половиной лет в «Копенгагене» Сибусисо Зума был продан в клуб Бундеслиги «Арминия (Билефельд)» за 1 млн евро в июле 2005 года.
21 июня 2008 года Сибусисо Зума был подписан «Мамелоди Сандаунз». Он ушёл из команды летом 2009 года и в октябре 2009 года прошёл испытательный срок в «Норшелланн», в конечном итоге был подписан контракт с клубом.
16 октября он подписал годичный контракт с датским клубом «Норшелланн». 8 ноября 2009 Зума забил свой первый гол за «Норшелланд», принеся клубу победу со счётом 1-0 в матче против «Сёндерйюске».

## Национальная сборная
Провёл 67 матчей за сборную ЮАР. Участник чемпионата мира 2002 года. Зума был капитаном команды на Кубке африканских наций 2006.